# 沙科皮
沙科皮（英語：Shakopee）是一個位於美国明尼蘇達州斯科特縣的都市。根據2020年美國人口普查，該地共人口43,698人，而該地的面積約為75.94平方千米。同時該地也是斯科特縣的縣治。沙科皮以有著Valleyfair遊樂場以及Canterbury Park賽馬場著稱。

## 地理
沙科皮的座標為44°48′00″N 93°32′00″W / 44.80000°N 93.53333°W，而該地的平均海拔高度為234米（即770英尺）。